# 周信芳
周信芳（1895年1月14日—1975年3月8日），名士楚，字信芳，艺名麒麟童，中国京剧表演艺术家，老生麒派创始人。一生演出剧目超过650齣。

## 生平

### 早年
周信芳出身梨园世家，祖籍浙江宁波府慈谿县慈城镇（今属宁波市江北区），1895年1月14日出生在江苏省清河县清江浦（在今淮安市境）:8。自六歲起学习京剧，開蒙師為陳長興。七岁時在杭州登台演娃娃生，艺名“七龄童”。1905年始改名为“麒麟童”，其後便一直沿用。曾得孫菊仙、王鴻壽等名伶提携、指授。1907年春天到北京的科班「喜連成」搭班，演出于广和楼，首创“包银制”，月计包银450元。
他幼年时嗓音条件极好，但由于演出繁重，变声期后嗓音败坏，显得沙哑低沉。然而他能夠巧妙利用有限的自身条件，把不利因素转化为自己的独特的艺术风格，创造了唱腔古朴沉郁、道白苍劲铿锵的麒派声腔艺术；他的形体表演技巧的更是有口皆碑，他的基本功深厚扎实，舞蹈动作准确而优美，武打动作火爆中不乏稳健，扑跌敏捷俐落，更难能可贵的是，他能够随心所欲的综合利用所掌握的一切表演技巧来表达剧中人物深层次的心里状态和思想感情，真正做到利用技巧塑造人物的目的，得以和马连良并称“南麒北马”，被视为三十年代以来活跃于京剧舞台上的，最全面两位表演艺术大师。
他曾編演《民國花》、《宋教仁》等時裝京劇（京劇現代戲）。
周信芳不但是位京剧名家，也是一位爱国者。在抗日战争期间，他在上海排演《文天祥》、《徽钦二帝》、《明末遺恨》等新戏，以激发人们的爱国心，亦惹怒了汪精衛政府。

### 1949年后

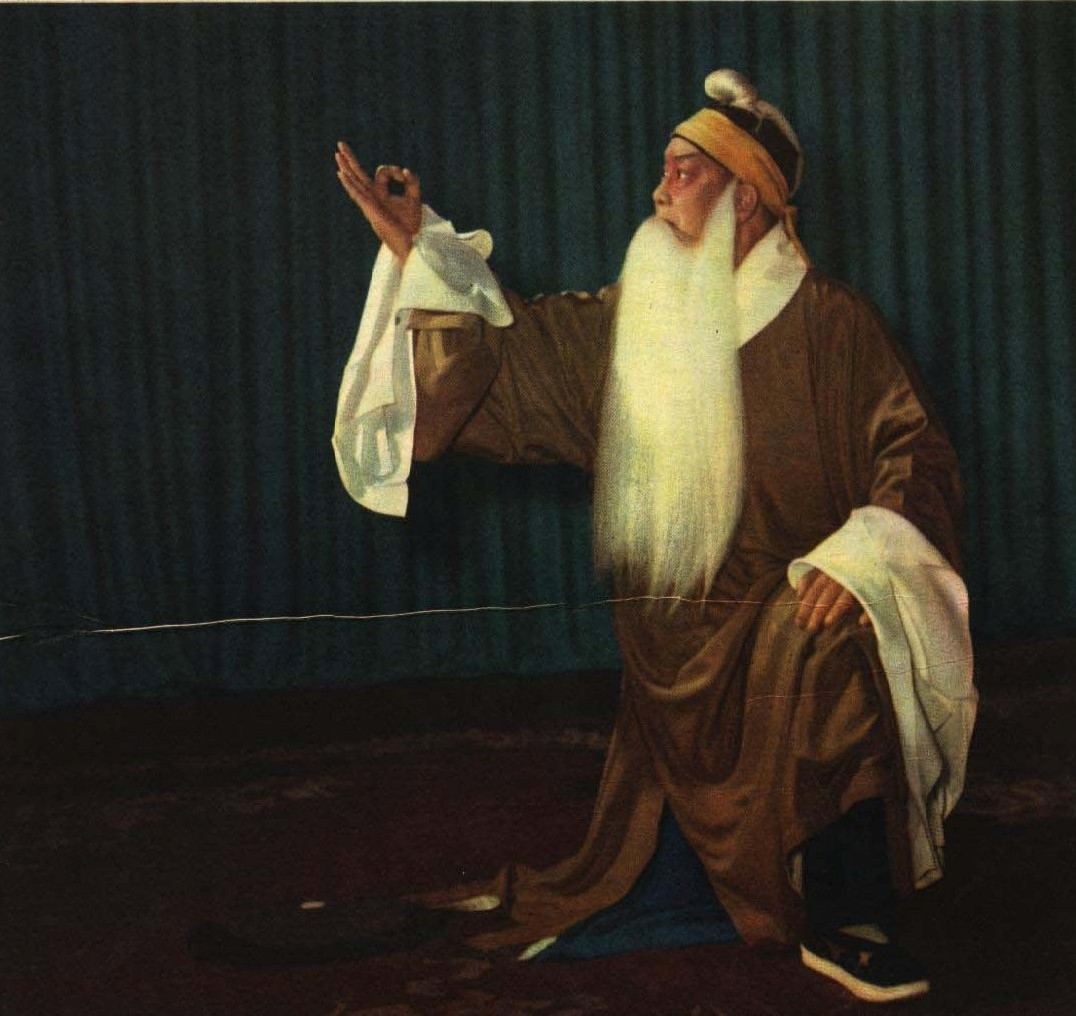
1962年京剧《四进士》中周信芳扮演宋士杰

1949年10月1日，中華人民共和國成立，與梅蘭芳、程硯秋等幾位戲曲界代表，在天安門城樓上參加了開國大典。
1950年起歷任上海市文化局戏曲改进处处长、华东戏曲研究院院长兼华东京剧实验学校校长（1951年起）、全国人民代表大会代表（1954年起，連任3屆）、上海京剧院院长（1955年起，創院院長）等公職，並在1959年7月1日參加中國共產黨，入党介绍人是刘厚生和丁毓珠。
周信芳在文化大革命中遭到清算，1960年代初奉命新編的历史故事剧《海瑞上疏》更成為他的“反党”罪狀。1968年3月24日被捕入獄；一年後被軟禁在家中，直到1975年心臟病發逝世。直到死後始獲得平反，1978年8月16日在上海舉行了周信芳的遗骨安葬儀式。骨灰供奉於上海龍華革命公墓，後與第二任妻子裘麗琳合葬。裘麗琳在1968年先他而去，兒子周少麟被關在監獄裡5年。

## 作品

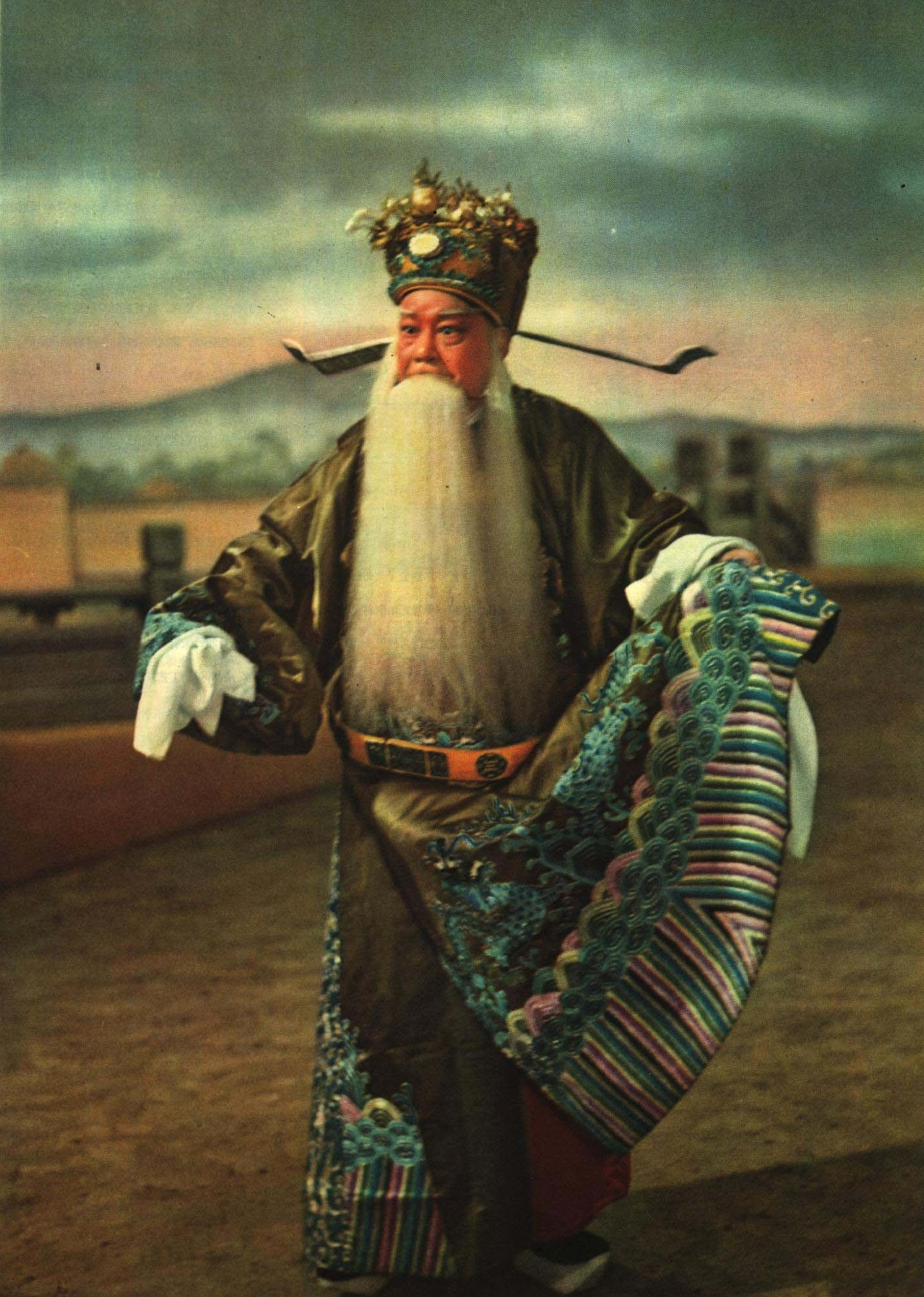
1962年京剧《徐策跑城》中周信芳扮演徐策

他著有《周信芳演出剧本选集》、《周信芳戏剧散论》、《周信芳文集》，2016年出版《周信芳全集》。
他領銜主演京劇電影《琵琶記》、《斬經堂》、《宋士杰》（彩色，郝德泉操琴，張鑫海打鼓，1956年）、《周信芳的舞台藝術》（含《下書殺惜》和《徐策跑城》2部戲，彩色，郝德泉操琴，張鑫海打鼓，1961年）、另有艺术传记短片《周信芳的藝術生活》。

### 传统戏代表作
- 徐策跑成
- 扫松下书
- 斩经堂
- 一捧雪·审头刺汤
- 乌龙院

### 新编戏代表作
- 萧何月下追韩信
- 封神榜
- 临江驿
- 明末遺恨
- 海瑞上疏

## 傳承
他的學生有1949年以前收的程毓章、高百岁、陈鹤峰、王瀛洲、于宗瑛、王富英、杨宝童、李如春、徐鸿培、王少樓10大弟子和1949年以後收的沈金波、童祥苓、萧润增、霍鑫涛、逯兴才、李少春、李和曾、徐敏初、明毓琨、管韵华、曹艺斌、曹春柏、孙鹏麟、李师斌、张学海、邵滨孙等人。

## 樂隊

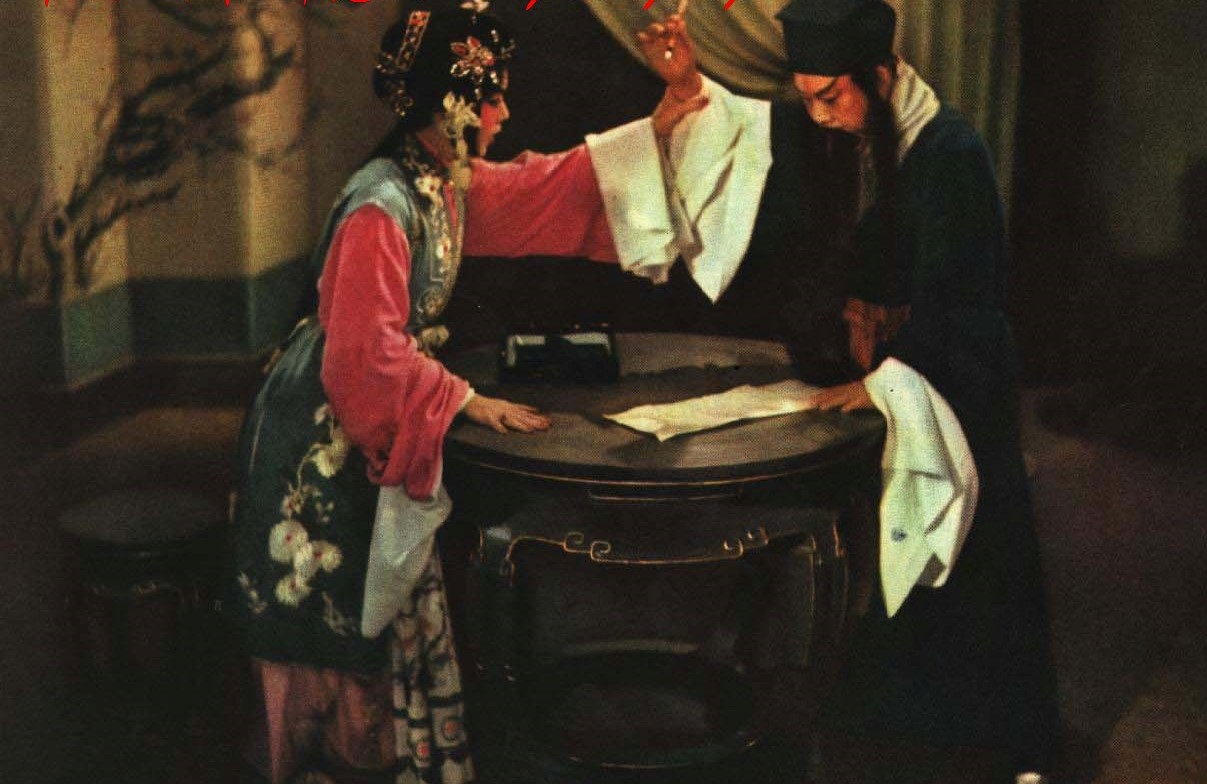
1962年《乌龙院》中周信芳扮演宋江

他早年常合作的樂師有京胡琴師孫葵林（一作“奎林”，為“胡琴聖手”孫佐臣子）、鼓師黃成美。中晚期先後有：姜鴻奎、郝德泉（以上琴師）；張世恩、王燮元、張鑫海（以上鼓師）等。

## 家族關係
- 父：周慰堂
- 母：许桂仙
- 元配妻子：刘凤娇 周信芳十七岁时（1912年），在山东烟台与刘凤娇结婚，育有一子二女，1935年7月15日在汉口演出时，与刘凤娇离婚。[7]。1918年之前，周信芳又与长8岁之苏州妇人张善蕴同居，1935年秋协议离异。[8][9]1926年底，周信芳与富家小姐裘丽琳恋爱、同居。直到他与裘丽琳的第三个女儿出生后，正式结婚。[1]:23-28[9]
- 原配（后离异）：刘凤娇 所生一子二女
  - 子周丕承（1913-？）
  - 女周连弟
  - 女周连喜[10]
- 第二房太太（后离异）：张善蕴
- 与周结合前曾育一孩，小名“福官”，[9]可能1929年前后因病早逝。
- 第三房太太（后正式结婚）：裘麗琳
- （以出生顺序排行）
  - 四女：周藻
  - 五女：周易（蘊）
  - 六女：，演員
  - 七子：周少麟（菊傲），演員
  - 八子：周英华（Michael Chow）
  - 九女：
    - 孫女：林楚麒

## 相關出版品

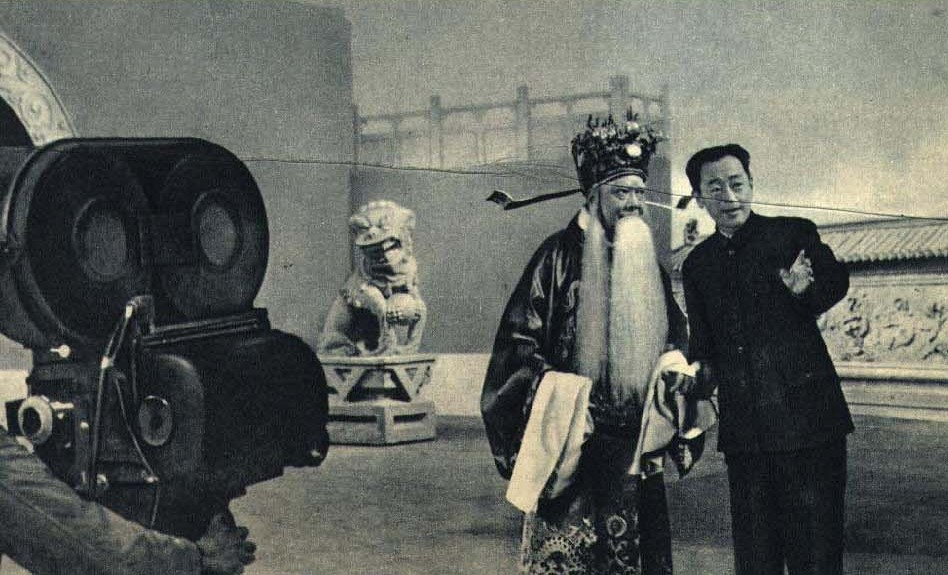
1962年，演员周信芳与导演应云卫

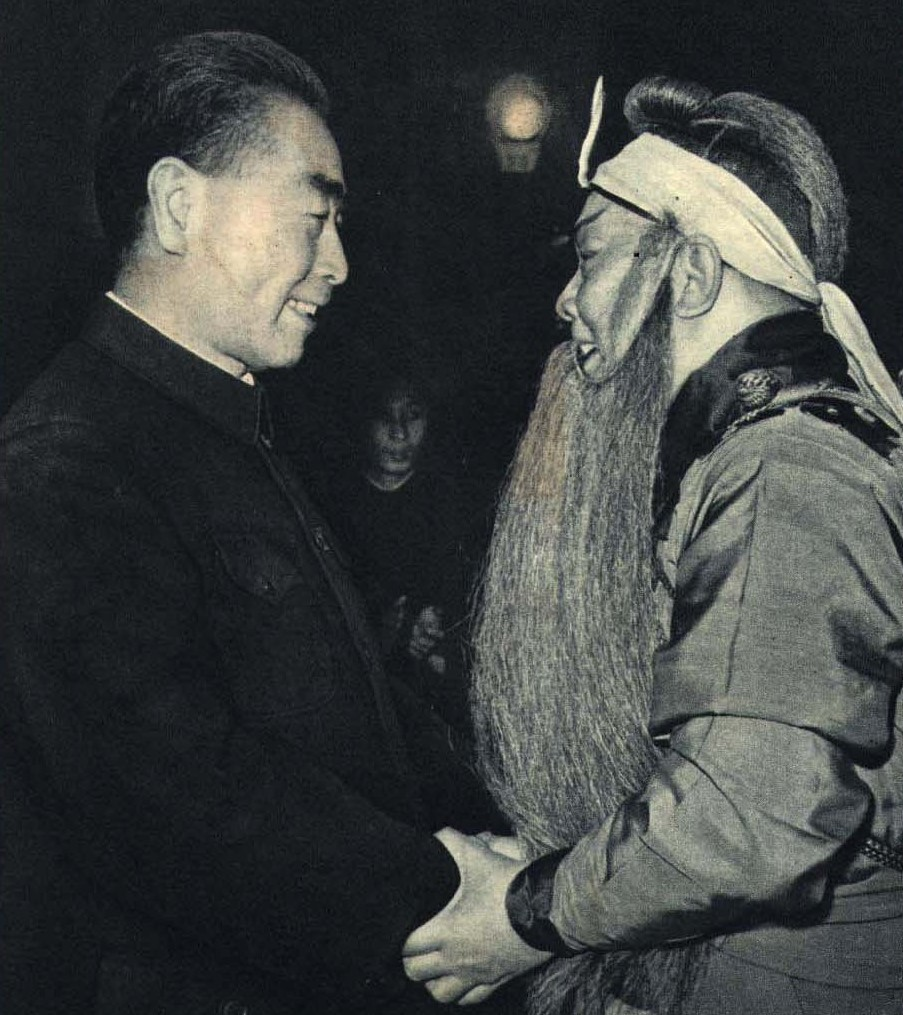
1962年周恩来观看《打渔杀家》，并与周信芳在结束后握手

### 書籍
- 周信芳演出劇本選集：中國戲劇家協會編（北京，1955年）
- 周信芳文集：（北京，1982年）
- 周信芳藝術評論集：中國戲劇出版社編輯部編（北京，1982年）
- 夜深沈: 浩劫中的周信芳一家：樹棻著（福建，1984年）
  - 我的公公麒麟童：黃敏禎著（台北，1984年）
- 周信芳演出劇本唱腔集：（上海，1986年）
- 上海的女兒－周釆芹自傳：周采芹著（香港，1989年）
  - 上海的女兒－麒麟童之女周釆芹自傳（台北，1990年）
  - Daughter of shanghai：Tsai Chin, Chatto and Windus（1988）
  - Daughter of shanghai：Tsai Chin, St Martins Pr（1989）
  - Daughter of shanghai：Tsai Chin,Corgi（1990）
  - Daughter of shanghai：Tsai Chin, St Martins Pr（1994）
- 京劇流派唱段薈萃(周信芳、譚富英)：（北京，1992年）
- 周信芳藝術評論集續編：周信芳藝術研究編  （北京，1994年）
- 麒麟童先生百歲誕辰紀念特輯：曹駿麟編輯（台北，1994年）
- 周信芳與麒派藝術：李曉、黃菊盛主編（上海，1994年）
- 生死劫：周易口述、樹棻著（香港，1994年）
  - 麒麟童生死情緣—周信芳與裘麗琳（海南，2000年）
  - 生死戀歌：周信芳與裘麗琳（上海，2003年）
- 周信芳傳：沈鴻鑫,何國棟著  （河北，1996年）
- 周信芳評傳：沈鴻鑫著（上海，1996年）
- 梅韻麟風／梅蘭芳周信芳百年誕辰紀念文集：梅蘭芳周信芳誕辰100 周年紀念委員會學術部主編（北京，1996年）
- 周信芳／海派京劇宗師：陳鳴著（上海，1999年）
- 梅蘭芳周信芳和京劇世界：沈鴻鑫著（上海，2004年）
- 周信芳傳奇之戲子佳人（上 ）和 （下）: 黃浩義著（香港，2009年）

### 錄音出版品
- 蕭何月下追韓信 （香港，1962年）
- 周信芳誕辰一百週年精品紀念: 京劇藝術大師1895-1975（香港，1991年）
  - 周信芳(麒麟童)誕辰一百週年精品紀念（台北，2000年）
- 梅魂芳韻：梅蘭芳周信芳百年紀念特刊（台北，1994年）
  - 梅魂芳韻：梅蘭芳.周信芳百年紀念專輯（台北，2002年）
- 二堂舍子（上海，1995年）
- 斬經堂（上海，1997年）
- 周信芳（台北，1997年）

### 影像出版品
- 徐策跑城；下書殺惜（台北（年不詳）
- 伴飛－周信芳的一天（年地不詳）
- 名家京劇寶典－名家名段1（安徽，年不詳）
- 宋士杰(四進士)（年地不詳）
- 中國京劇－流派精選（年地不詳）
- 老生唱段精選－京劇（北京，年不詳）
- 描容上路；掃松下書（天津，年不詳）